# Emperador Carlos V
L’Emperador Carlos V  était un croiseur cuirassé unique de la Marine espagnole.  Celui-ci fut construit sur les chantiers Vega-Murgia de Cadix (Espagne) dans les années 1890.

Il porte le nom de Charles Quint et servit dans la Marine espagnole de 1898 à 1932.

## Conception

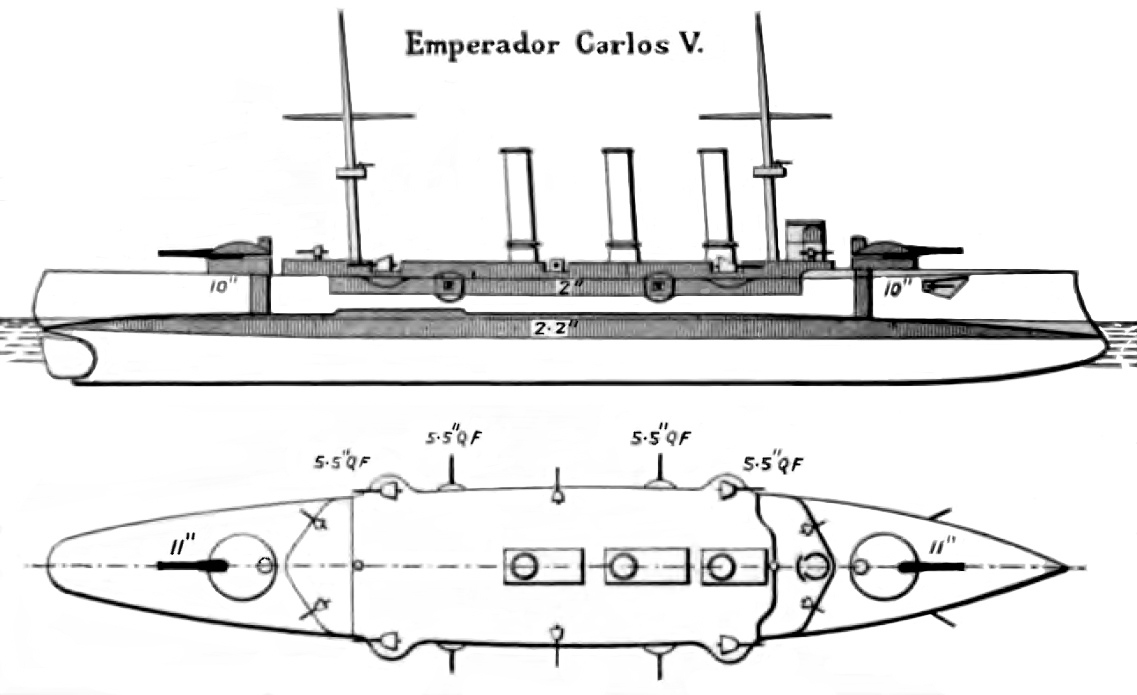
Élévation et plan du pont du Brassey's Naval Annual 1906

L’Emperador Carlos V a été construit au chantier naval de Cadix en Espagne. Il fut le plus grand navire construit dans les chantiers espagnols à cette époque et la seule unité de sa classe de conception. Ses chaudières et ses machines à vapeur à triple expansion étaient de fabrication espagnole, son blindage allemand, ses postes de poupe et de proue britanniques. Ses tourelles d'artillerie ont été installées au Havre, France, en 1897. 

 Ses canons principaux de 11 pouces (270 mm) ont été installés en avant et arrière dans la ligne centrale sous capuchon-barbette. Un de ses points forts a été le rendement de ses machines à vapeur. 

## Histoire
L’Emperador Carlos V n'était  pas encore opérationnel lors de la Guerre hispano-américaine qui a éclaté en avril 1898. Mais sa mise en service a été précipité pour son affectation à la 2e escadre, commandé par le contre-amiral Manuel de Camara. Cette escadre reçut l'ordre de rejoindre les Philippines après la victoire de l'Escadre d'Asie de l’US Navy, contrôlant des eaux des Philippines, sur l'escadre espagnole de l'amiral Patricio Montojo dans la bataille de la baie de Manille. 
L'Escadre de Camara était composé de l’Emperador Carlos V, du cuirassé Pelayo, des croiseurs auxiliaires Patriota et Rapido, des destroyers Audaz, Osado, et Prosepina et des navires de transport Buenos Aires et Panay. Elle appareilla de Cadix le 16 juin 1898, croisant  Gibraltar le 17 juin 1898. Elle est arrivée à Port-Saïd, Égypte, le 26 juin 1898, et a demandé l'autorisation de transbordement de charbon. Le gouvernement égyptien a finalement rejeté cette demande le 30 juin 1898 dans un souci de neutralité dans ce conflit. 
Au moment où l'escadre de Camara arrivait à Suez le 5 juillet 1898, elle apprit que l'escadre du vice-amiral Pascual Cervera y Topete avait été anéantie dans la bataille de Santiago de Cuba, en libérant les forces de la marine américaine du blocus de Santiago de Cuba. Craignant la sécurité de la côte espagnole, le ministère espagnol de la Marine a rappelé l'escadre Camara dès le 7 juillet 1898.

L’Emperador Carlos V est retourné en Espagne. La 2e Escadre de Camara a été dissoute le 25 juillet 1898. L’Emperador Carlos V a passé le dernier mois de la guerre dans les eaux espagnoles, et n'a donc pas combattu. 
Après la guerre, l’Emperador Carlos V a effectué des croisières diplomatiques et a  assisté à diverses revues navales dans les pays étrangers. Il a participé au couronnement du roi Édouard VII au Royaume-Uni en 1902.  
Il a été désaffecté en 1922, rayé des listes en 1932, et détruit en 1933.

Carlos V en 1910